# Blue Serge
Albums de Serge Chaloff
Boston Blow-Up!
(1955)
Blue Serge est un album de bebop enregistré en 1956 par le saxophoniste baryton américain Serge Chaloff, alors qu'il était déjà atteint par le cancer qui allait l'emporter un an plus tard à l'âge de 33 ans.
The Penguin Guide to Jazz reprend cet album dans sa « Core Collection List » depuis sa 7e édition, celle de 2004.

## Historique

### Contexte
Serge Chaloff, né en 1923, a été l'un des premiers saxophonistes barytons à maîtriser le bebop. Dans les années 1940 et 1950, il a été l'un des pionniers du son bebop au saxophone baryton tant dans son travail solo que comme l'un des saxophonistes de la section de saxophones Four Brothers (ou Second Herd) de l'orchestre de Woody Herman.
Il a également travaillé avec Boyd Raeburn, Georgie Auld, Jimmy Dorsey et Count Basie, et a enregistré des albums en tant que leader,.
L'émergence de Charlie Parker l'a influencé pendant cette période et, au moment où il jouait avec le combo de Georgie Auld, il appliquait déjà une ligne bop fluide au saxophone baryton.
Mais sa carrière a été grandement limitée par son addiction à l'héroïne, qui datait de son passage dans la section de saxophones Four Brothers de l'orchestre de Woody Herman car « le pourcentage de toxicomanes dans cet ensemble était élevé ».
Il fait son retour au milieu des années 1950 après des années d'abus de drogues.
Il n'a que 33 ans lorsqu'il enregistre l'album Blue Serge en 1956 : il avait déjà contracté la tumeur de la colonne vertébrale (paralysie médullaire) qui allait le tuer un an plus tard,, le 16 juillet 1957,. Cette tumeur a été aggravée par son addiction à la drogue, bien qu'il eût réussi à y renoncer.
Ceci est son dernier album en tant que leader.
La notice originale du LP (original liner notes) décrit la façon dont Serge Chaloff voyait la genèse de l'album : « Mon dernier album, Boston Blow-Up!, était une de ces choses soigneusement planifiées. Nous avons commencé à répéter six mois à l'avance. Mais cette fois je me sentais un peu plus à l'aise et j'ai décidé de faire un disque juste pour m'épanouir. J'ai choisi ce qui me semblait être la meilleure section rythmique, je leur ai juste dit quand ils devaient venir et j'ai fait confiance à la chance et à la bonne musique. Je pense que ça a payé »

### Enregistrement et production
Le disque est produit par Bill Miller.
Il est enregistré les 14 et 16 mars 1956 dans les Studios Capitol à Los Angeles : les morceaux 1, 2, 3, 5 et 6 sont enregistrés le 14 mars tandis que les morceaux 4 et 7 ainsi que How About You? (non publié sur le LP original) sont enregistrés le 16 mars.
Dans la notice originale du LP, Serge Chaloff décrit la façon dont s'est déroulée la session d'enregistrement : « Je n'avais jamais travaillé avec ces gars, sauf une brève jam session avec Jo Jones il y a 8 ans, mais je savais par expérience ce qu'ils pouvaient faire. Nous sommes entrés dans la séance à froid. C'était l'après-midi et, n'ayant même pas répété ensemble, nous étions naturellement un peu raides. Puis le producteur a essayé un petit truc qui avait déjà marché dans des situations comme celle-là. Il a baissé la lumière pour rendre l'ambiance plus proche de celle d'un night club, l'ambiance des musiciens. Ça a marché comme un charme ».

### Publication
Blue Serge sort en disque vinyle long playing (LP) en 1956 sur le label Capitol Records sous la référence T 742.
La pochette de l'album représente une femme élégante qui tient la main droite posée sur un saxophone baryton et qui s'appuie sur un mannequin portant une veste en serge bleue, allusion directe au prénom du saxophoniste et au titre de l'album.
La notice originale du LP (original liner notes) est  non signée.

### Rééditions
L'album est réédité à de nombreuses reprises en disque vinyle LP à partir de 1959 par les labels Capitol Records, World Record Club, Fabbri Editori, Affinity et WaxTime.
À partir de 1986, Blue Serge est publié en CD par les labels Capitol Records, Affinity et Capitol Jazz.

## Accueil critique
Le site AllMusic attribue 4 étoiles à Blue Serge. 
Le critique musical Scott Yanow d'AllMusic considère que « Le dernier enregistrement du barytoniste Serge Chaloff en tant que leader est son meilleur. »,. Il souligne que, bien que Chaloff eût déjà contracté la maladie qui allait le tuer un an plus tard, « il n'y a aucun signe de faiblesse dans cet enregistrement »,. Il conclut en soulignant que « cet enregistrement présente Serge Chaloff à son sommet »,.
À l'époque de la sortie du LP, la revue jazz Down Beat lui attribue 4 étoiles. Le journaliste et critique américain de jazz Nat Hentoff y écrit à l'époque : « À en juger par son travail ici, Chaloff continue d'être l'un des principaux saxophonistes de jazz baryton moderne lorsqu'il est à son sommet. Il a une maîtrise technique évidente de l'instrument, il swingue avec maîtrise, sa conception est robuste […] La section rythmique est l'une des meilleures des disques récents […] C'est une réussite tout à fait réjouissante qui montre une fois de plus à quel point Serge peut encore être important dans le jazz ».
Dans le Penguin Guide to Jazz (qui reprend cet album dans sa « Core Collection List » comme il a été dit plus haut), Brian Morton et Richard Cook estiment que « Chaloff était un improvisateur agile qui pouvait soudainement transformer une phrase somnolente en une seule note accentuée. Blue Serge montre que Chaloff avait encore plein de bonnes idées sur ce qu'on pouvait faire avec les matériaux de base d'un bebopper »,. Ils concluent en disant que « le chef-d'œuvre de Chaloff est à la fois vigoureux et émouvant, non pas parce qu'il savait qu'il était si proche de sa propre mort, mais pour la rigueur non sentimentale du jeu ».
Pour Chris May, du site All About Jazz, l'album Blue Serge est « iconique ».
Pour le producteur, compositeur de jazz, journaliste et critique musical Leonard Feather, l'album Blue Serge a donné une idée éclatante de la mesure dans laquelle Chaloff avait absorbé la conception moderne de Charlie Parker, et l'avait adaptée au saxophone baryton.
Selon Steven Cerra du site Jazz Profiles, Blue Serge est « généralement considéré comme son meilleur disque ».
Kenny Mathieson, auteur de Cookin': Hard Bop and Soul Jazz 1954-65, estime que « les deux monuments les plus durables de Chaloff sont ses deux disques Boston Blow-Up! et Blue Serge ».

## Liste des morceaux
Huit morceaux ont été enregistrés durant les sessions d'enregistrement mais How About You? (composé par Ralph Freed / James Van Heusen / Burton Lane) n'a pas été repris sur le LP original, mais il figure sur des rééditions CD.
Voici donc les 7 morceaux publiés sur le LP original, :  
| 1.    | A Handful of Stars             | Jack Lawrence / Ted Shapiro                        | 5:33 |
| 2.    | The Goof and I                 | Al Cohn                                            | 4:45 |
| 3.    | Thanks for the Memory          | Ralph Rainger / Leo Robin                          | 3:46 |
| 4.    | All the Things You Are         | Oscar Hammerstein II / Jerome Kern                 | 5:24 |
| 5.    | I've Got the World on a String | Harold Arlen / Ted Koehler                         | 6:44 |
| 6.    | Susie's Blues                  | Serge Chaloff                                      | 5:08 |
| 7.    | Stairway to the Stars          | Matty Malneck / Mitchell Parish / Frank Signorelli | 4:50 |
| 36:10 |                                |                                                    |      |

Le site AllMusic indique une durée de 41:33 parce qu'il inclut How About You? dans la liste des morceaux.

## Musiciens
- Serge Chaloff : saxophone baryton
- Sonny Clark : piano
- Leroy Vinnegar : contrebasse
- Philly Joe Jones : batterie